# Thomas S. Monson
Thomas Spencer Monson (Salt Lake City, 21 agosto 1927 – Salt Lake City, 2 gennaio 2018) è stato un predicatore e religioso statunitense, è stato sedicesimo Presidente della Chiesa di Gesù Cristo dei santi degli ultimi giorni. Come presidente, Monson è stato considerato da seguaci della religione di essere un "profeta, veggente e rivelatore" della volontà di Dio sulla terra. Di mestiere tipografo, Monson ha trascorso gran parte della sua vita impegnata in varie posizioni di leadership nella chiesa e nel servizio pubblico.

## Biografia
Monson fu ordinato apostolo all'età di 36 anni, servita nella Prima Presidenza sotto tre presidenti della chiesa ed era il presidente del Quorum dei Dodici Apostoli, dal 12 marzo 1995 fino a diventare presidente della Chiesa. È succeduto a Gordon B. Hinckley come presidente della Chiesa il 3 febbraio 2008.
Monson è stato il presidente delle commissioni di fondazione del Sistema Educativo della Chiesa, ed è stato nominato da Ronald Reagan alla Task Force del Presidente degli Stati Uniti per iniziative del settore privato. Monson ha sposato Frances Beverly Johnson Monson nel Tempio di Salt Lake nel 1948 e sono genitori di tre figli.

## Onorificenze
Monson ha ricevuto quattro dottorati honoris causa, così come il Silver Buffalo Award dai Boy Scouts of America e il Lupo di Bronzo dal Comitato Scout Mondiale del WOSM (entrambi i premi ricevuti erano i più alti assegnati da quelle organizzazioni).